# 3413 Andriana
A 3413 Andriana (ideiglenes jelöléssel 1983 CB3) a Naprendszer kisbolygóövében található aszteroida. Norman G. Thomas fedezte fel 1983. február 15-én.